# Юссилайнен, Ристо
Ристо Калеви Юссила́йнен (фин. Risto Kalevi Jussilainen; род. 10 июня 1975 года) — финский прыгун с трамплина. Серебряный призёр Олимпийских игр, обладатель трёх медалей чемпионатов мира.

## Карьера
На международной арене Ристо Юссилайнен дебютировал в шведском Фалуне 5 декабря 1992 года, где занял 48-е место. Спустя год, на первом этапе Турне четырёх трамплинов в Оберстдорфе набрал свои первые кубковые очки, показав 28-й результат. В том же 1993 году на чемпионате мира среди юниоров в чешском Гаррахове завоевал золотую медаль в командном турнире. На чемпионате мира 1993 года дважды занимал места в четвёртом десятке и был шестым в командном турнире.
Долгое время финский прыгун не мог закрепиться в составе сборной и выступал в основном на домашних этапах в качестве прыгуна национальной группы, либо на этапах в Японии, которые многие сильные прыгуны пропускали.
Лишь в конце 1990-х Юссилайнен смог закрепиться в финской команде, принял участие в чемпионате мира 1999 года, где показал на нормальном трамплине 35-й результат. 28 ноября 1999 на домашнем в Куопио занял второе место, заработав первый в карьере кубковый подиум. Сезон 1999/2000 закончил на восьмой позиции в общем зачёте.
На домашнем чемпионате мира 2001 года, который прошёл в Лахти Юссилайнен на большом трамплине был 12-м, на нормальном занял 14-ю позицию, а в командных турнирах завоевал две серебряные медали. При этом в соревновании на нормальном трамплине финны уступили победившим австрийцам всего 2 балла. После чемпионата мира в марте 2001 года одержал первую победу, выиграв в Оберстдорфе на полётном трамплине. Сезон закончил третьим в общем зачёте, пропустив вперёд только Адама Малыша и Мартина Шмитта.
В начале олимпийского сезона одержал вторую победу, выиграв в Куопио. В 2002 году дебютировал на Олимпийских играх. Юссилайнен выступил в личном турнире на большом трамплине, где стал 18-м и в командном турнире. Там финны, за которых помимо Ристо выступали Янне Ахонен, Матти Хаутамяки и Вели-Матти Линдстрём заняли второе место, уступив немецкой сборной минимально возможные 0,1 балла.
После Олимпиады Юссилайнен опять на некоторое время потерял место в составе финской команды, но в 2005 году на чемпионате мира выступил во всех четырёх видах программы и завоевал командное серебро в соревновании на большом трамплине. На Играх в Турине выступал только на большом трамплине, где стал 35-м и не попал в состав сборной в командный турнир.
Завершил карьеру в 2007 году.